# Die Herren der Zäune
Die Herren der Zäune (engl. The Restraint of Beasts) ist der Titel des ersten Romans von Magnus Mills. Das Original erschien 1998 bei Flamingo, die deutsche Übersetzung von Katharina Böhmer folgte 2000 bei Suhrkamp.

## Inhalt
Der anonyme Erzähler des Romans arbeitet als Zaunbauer in Schottland und wird zu Beginn zum Vorarbeiter zweier berüchtigt fauler Kollegen, Tam und Richie, benannt. Ihr Chef Donald, dem Effizienz und Arbeit sehr wichtig sind, beauftragt sie damit, einige Zäune in England zu bauen. Die Arbeit schreitet sehr langsam voran, wird regelmäßig von Besuchen im nächsten Pub unterbrochen und Fehler werden oberflächlich kaschiert.

## Stil und Thema
Wie auch in seinen späteren Werken verwendet Mills viele Dialoge und einen sehr trockenen Humor. Der Roman beschäftigt sich hauptsächlich mit Arbeit und Alltag und parodiert diese mit seinen vielen skurrilen Ansätzen.

## Auszeichnungen
Die Herren der Zäune wurde 1998 für den Booker Prize und den Whitbread First Novel Award nominiert und gewann 1999 den McKitterick Prize für den ersten Roman eines Autors über 40.

## Verfilmung
Im Jahr 2006 wurde eine Verfilmung des Romans durch Pawel Pawlikowski mit Ben Whishaw in der Hauptrolle begonnen, musste aber wegen einer Tragödie in Pawlikowskis Familie abgebrochen werden.